# سیارک ۱۳۱۳
سیارک ۱۳۱۳ (به انگلیسی: 1313 Berna، نامگذاری:1933QG) هزار و سیصد و سیزدهمین سیارک کشف شده‌است که در ۲۴ اوت ۱۹۳۳ کشف شد.
قدر مطلق سیارک برابر ۱۱٫۸۰ است.